# Florimetis coarctata
Florimetis coarctata is een tweekleppigensoort uit de familie van de Tellinidae. De wetenschappelijke naam van de soort is voor het eerst geldig gepubliceerd in 1845 door Philippi.